# Шольц, Пауль
Пауль Шольц (нем. Paul Scholz; 2 октября 1902, Браунау, Верхняя Силезия — 23 июня 1995, Цойтен) — немецкий политик, член КПГ и ДКПГ. Заместитель председателя Совета министров ГДР в 1952—1967 годах и министр сельского и лесного хозяйства ГДР в 1950—1952 и 1953—1955 годах.

## Биография
Шольц родился в семье рабочих, в 1923 году вступил в Коммунистическую партию Германии и при национал-социалистах неоднократно подвергался арестам за подпольную политическую деятельность. После войны Шольц работал редактором печатного органа КПГ «Deutsche Volkszeitung», газеты «Neues Deutschland» и еженедельника Объединения крестьянской взаимопомощи, в 1948—1949 годах входил в состав Германской экономической комиссии. В 1948 году Шольц выступил одним из соучредителей Демократической крестьянской партии Германии, в которой с 1950 года занимал пост заместителя председателя.
С 1949 года Шольц являлся депутатом Народной палаты ГДР, в 1971—1981 годах занимал должность заместителя председателя комитета по международным делам. С 1950 года Пауль Шольц входил в состав Национального совета Национального фронта ГДР, в 1952—1967 годах являлся заместителем председателя Совета министров ГДР.
В 1950—1952 и 1953—1955 годах Пауль Шольц занимал должность министра сельского и лесного хозяйства ГДР, в 1956—1961 годах являлся председателем Центрального консультативного совета по сельскохозяйственным производственным кооперативам при Совете министров ГДР. Вышел на пенсию в 1967 году по возрасту, 15 ноября 1989 года по собственному желанию вышел в отставку со всех постов в ДКПГ, не участвовал в процессе слияния партии с ХДС и с октября 1990 года считался беспартийным.
В браке с медсестрой и учительницей Лизелоттой Шольц родилось четверо детей. Сын Гельмут Шольц является депутатом Европарламента от Левой партии.

## Награды
- Золотой орден «За заслуги перед Отечеством» (ГДР) (1954)